# Frédéric III de Saxe
Pour les articles homonymes, voir Le Sage.
Frédéric III de Saxe, également surnommé Frédéric III le Sage (né le 17 janvier 1463 à Torgau - mort au château de Lochaude près d'Annaburg le 5 mai 1525) est électeur de Saxe de 1486 jusqu'à sa mort en 1525. Descendant de la maison de Wettin, Frédéric est le fils aîné et le deuxième enfant d'Ernest de Saxe et de son épouse Élisabeth, fille d'Albert III de Bavière.

## Biographie
Profondément croyant, Frédéric III suit les pratiques catholiques de son temps : messe quotidienne, œuvres pieuses, culte de la Vierge Marie, des saints et des reliques. Il collectionne ces dernières avec une véritable passion et enrichit régulièrement la collection qu'il avait commencée en 1493 lors d'un pèlerinage en Terre sainte. Il possède à la fin de sa vie la troisième plus grande collection de reliques. Lucas Cranach l'Ancien, que Frédéric avait nommé peintre de la cour en 1505, réalise en 1509 une gravure sur bois détaillée de ces reliques dans le château de Wittemberg.
Frédéric fonde l'université de Wittemberg en 1502, où enseignent notamment Martin Luther et Philippe Melanchthon. Il compte parmi les princes allemands qui font pression sur Maximilien Ier pour réformer les institutions du Saint-Empire romain germanique. Frédéric obtient en 1500 la présidence du nouveau Conseil de régence (Reichsregiment).
Frédéric de Saxe joue un rôle important lors de l'élection au trône impérial en 1519. Il est le candidat soutenu par le pape Léon X, ce dernier ne voulant ni du roi de France François Ier, ni de Charles Quint, tous deux considérés comme trop dangereux pour les États pontificaux. Une fois le camp français rallié à sa personne, il a les meilleures chances d'être élu, mais refuse de poser sa candidature : Frédéric III accorde son appui à Charles Quint en échange de capitulations électorales qui accroissent le pouvoir de décision des princes au sein de l'Empire. Charles Quint est alors élu à l'unanimité le 28 juin 1519.
Proche de Luther, le duc de Saxe obtient que ce dernier soit auditionné au cours de la diète de Worms en 1521, et s'assure ensuite que la Saxe soit exemptée d'appliquer l'édit de Worms, hostile au luthéranisme. Frédéric protège Luther contre l'édit en l'emmenant au château de Wartbourg, à la suite de la diète. En 1523, il consent à mettre un terme à la vénération des reliques au cours des cultes catholiques. 

### Rêve deFrédéricIIIde Saxe

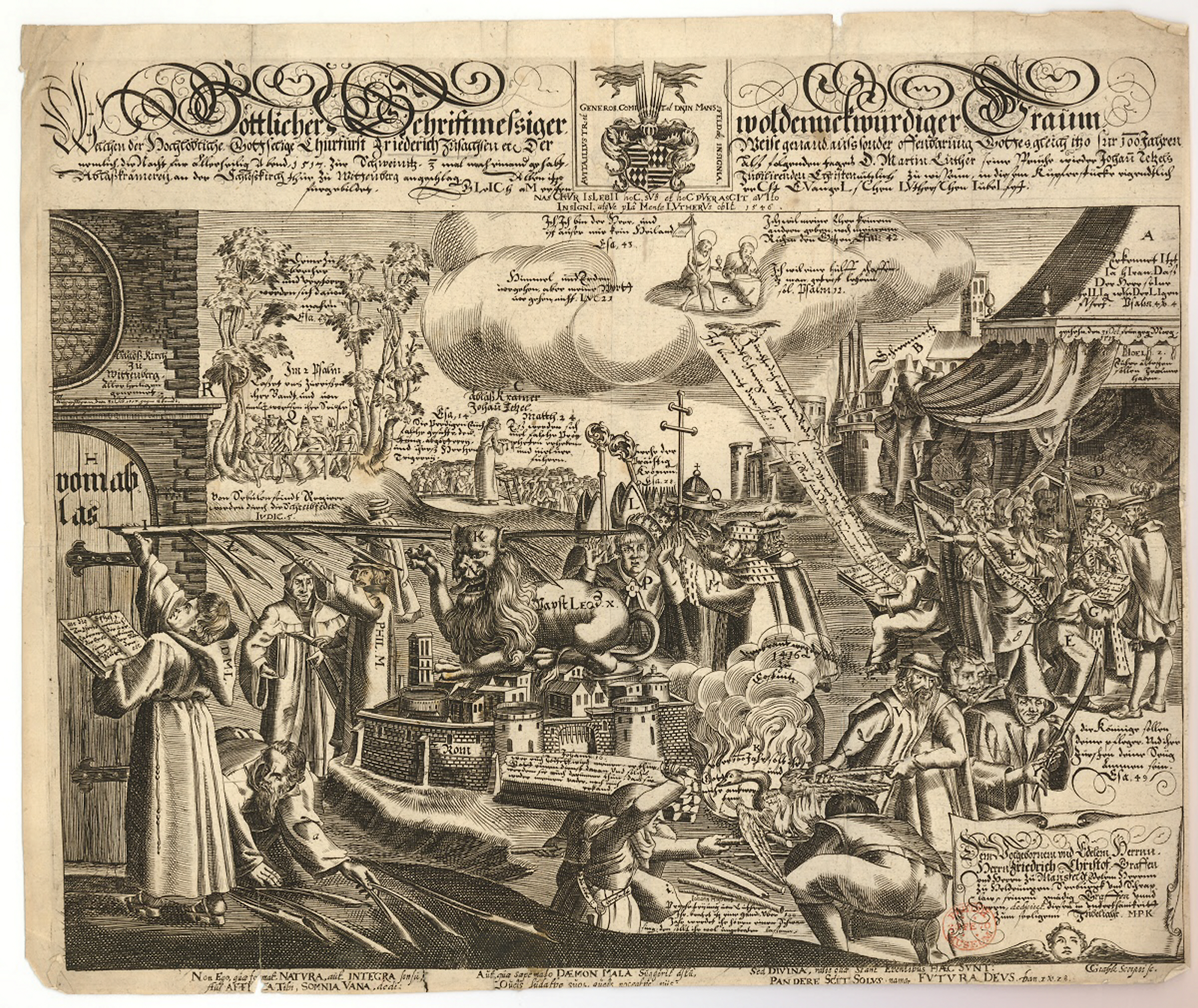
Affiche du centenaire de la réforme protestante allemande, illustrée par le rêve prophétique de Frédéric III de Saxe au sujet de l'affichage par Luther des 95 thèses à Wittemberg; on voit à gauche Martin Luther écrivant sur une porte d'église avec une grande plume, dont la pointe traverse les oreilles d'un lion, faisant tomber la tiare du pape Léon X. La gravure porte un titre en allemand et en latin, et incorpore beaucoup de texte, dont des citations de la Bible, et l'identification des personnages importants.

Il aurait fait un rêve prémonitoire au sujet de Jan Hus, de Martin Luther et des 95 thèses. Dans la matinée du 31 octobre 1517, le jour même où Luther accroche ses 95 thèses à la porte de l'église, Frédéric de Saxe fait un rêve. Il le raconta à son frère, et, heureusement, il a été enregistré par la plupart des chroniqueurs de l'époque.
« 
M'étant mis au lit hier soir, fatigué et abattu, je m'endormis bientôt après ma prière, et je reposai doucement environ deux heures et demie. M'étant alors réveillé, j'eus jusqu'à minuit toutes sortes de pensées. Je réfléchissais comment je voulais fêter tous les Saints, je priais pour les pauvres âmes du Purgatoire, et je demandais à Dieu de me conduire, moi, mes conseils et mon peuple, selon la vérité. Je m'endormis de nouveau; et alors je rêvai que le Dieu tout-puissant m'envoyait un moine qui était le fils véritable de l'apôtre saint Paul.
Tous les saints l'accompagnaient d'après l'ordre de Dieu, afin de lui rendre témoignage auprès de moi et de déclarer qu'il ne venait point machiner quelque fraude, mais que tout ce qu'il faisait
était selon la volonté de Dieu. Ils me demandèrent de vouloir bien permettre gracieusement qu'il écrivit quelque chose à la porte de l'église du château de Wittemberg, ce que j'accordai par l'organe du chancelier.
Là-dessus le moine s'y rendit et se mit à écrire : il le fit en si grosses lettres que je pouvais de Schweinitz lire ce qu'il écrivait. La plume dont il se servait était si grande, que l'extrémité atteignait jusqu'à Rome; elle y perçait les oreilles d'un lion qui y était couché, et faisait chanceler sur la tête du Pape la triple couronne. Tous les cardinaux et les princes, accourant en toute hâte, s'efforçaient de la soutenir. Moi-même et vous mon frère, nous voulions aider aussi : j'étendis le bras ; mais en ce moment je me réveillai le bras en l'air, tout épouvanté et fort en colère contre ce moine qui ne savait pas mieux gouverner sa plume. Je me remis un peu… ce n'était qu'un songe. — J'étais encore à moitié endormi, et je fermai de nouveau les yeux.
Le rêve recommença. Le lion, toujours inquiété par la plume, se mit à rugir de toutes ses forces, en sorte que toute la ville de Rome et tous les États du Saint-Empire accoururent, s'informant de ce que c'était. Le Pape demanda qu'on s'opposât à ce moine et s'adressa surtout à moi, parce que c'était dans mon pays qu'il se trouvait. Je me réveillai encore, je récitai « Notre Père », je demandai à Dieu de préserver Sa Sainteté, et je me rendormis de nouveau…
Alors je rêvai que tous les princes de l'Empire, et nous avec eux, accouraient à l'orne, et s'efforçaient les uns après les autres de rompre cette plume; mais plus on faisait d'efforts, plus elle se raidissait ; elle craquait comme si elle eût été de fer : nous nous lassâmes enfin. Je fis alors demander au moine (car j'étais tantôt à Rome et tantôt à Wittemberg) d'où il tenait cette plume et pourquoi elle était si forte. « La plume, répondit-il, a appartenu à une vieille oie de Bohême (allusion à Jean Hus), âgée de cent ans. « Je la tiens d'un de mes anciens maîtres d'école. Quant à sa force, elle provient de ce qu'on ne peut pas lui ôter l'ame ou la moelle, et j'en suis moi-même tout étonné… Tout à coup j'entendis un grand cri; de la longue plume du moine étaient sorties un grand nombre d'autres plumes…
Je me réveillai une troisième fois, il faisait jour.
 »
— Frédéric III de Saxe, doit avoir été rapporté par Antonius Musa, superintendant à Koeblitz, qui l'aurait entendu de la bouche même de Spalatin. Ni Spalatin, ni Mélanchthon, ni Luther n'en parlent.

## Contribution au development de l'art equestre
Frédéric le Sage fut l’un des premiers princes-électeurs allemands à importer en Allemagne des chevaux issus de la race médique des Niséens, qu’il appelait des « Turcs ». Ils furent élevés dans ses haras de Bleesern et de Torgau, faisant ainsi de Bleesern le plus ancien haras domestique encore existant en Europe centrale.
Frédéric entretenait également des échanges avec la maison des Gonzague, qui élevaient des chevaux similaires à Mantoue (le bâtiment correspondant est aujourd’hui le Palazzo Té). Ces chevaux ont permis le début du développement de l’art équestre en Allemagne, remplaçant l’équitation chevaleresque à jambe tendue (connue sous le nom à la brida ou Ghisa).
L’art équestre connut un essor après le passage de Bleesern sous le contrôle des Albertins et l’arrivée à Dresde du maître d’équitation napolitain Carlo Theti, sous les règnes d’Auguste de Saxe et de Christian Ier.

### Décès et succession
Frédéric de Saxe meurt célibataire au château de Lochau, près d'Annaburg, en 1525. Son frère Jean Ier de Saxe, dit « l'Assuré », lui succède en tant qu'électeur de Saxe.

## Iconographie

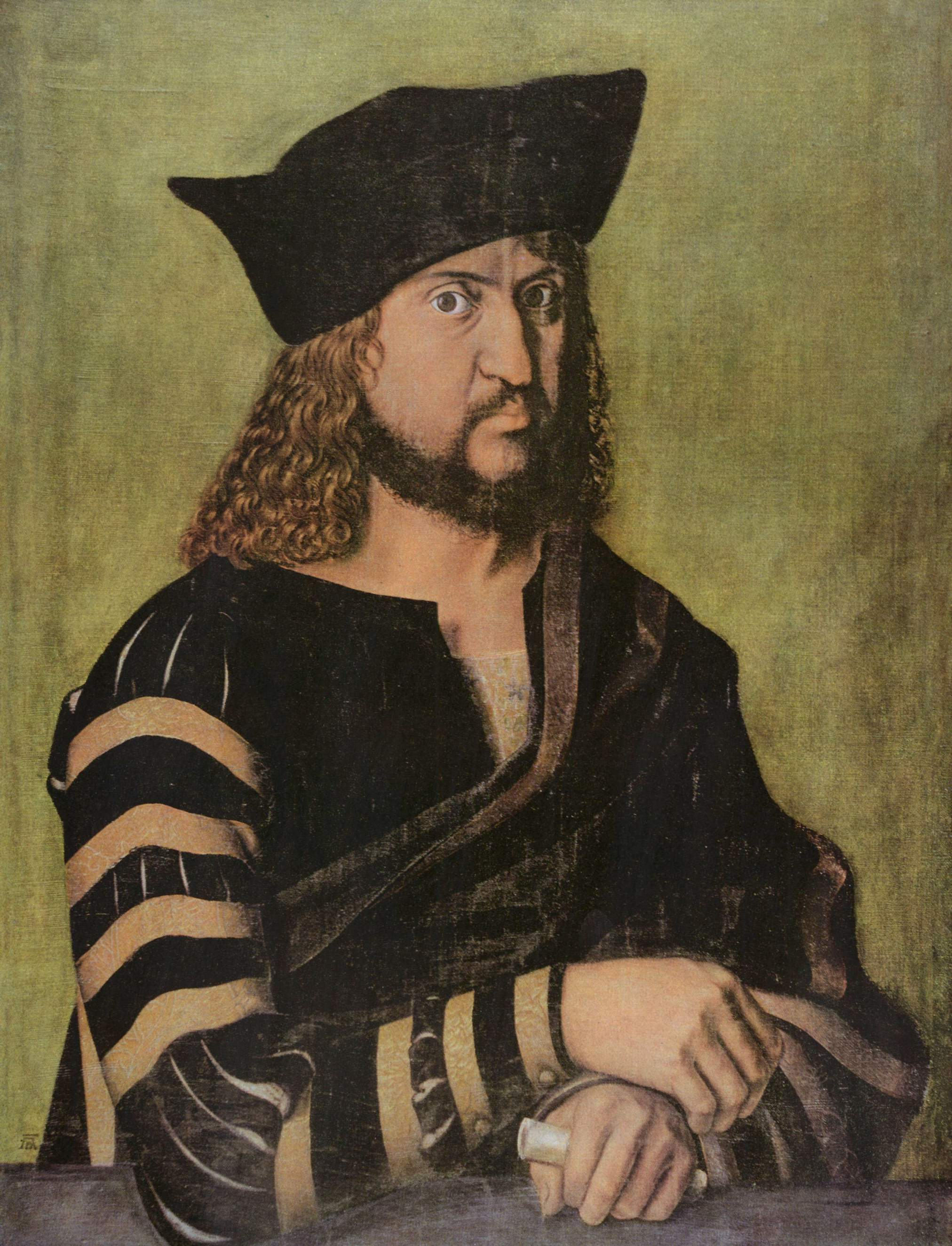
Portrait de Frédéric III de Saxe, par Albrecht Dürer (1496).
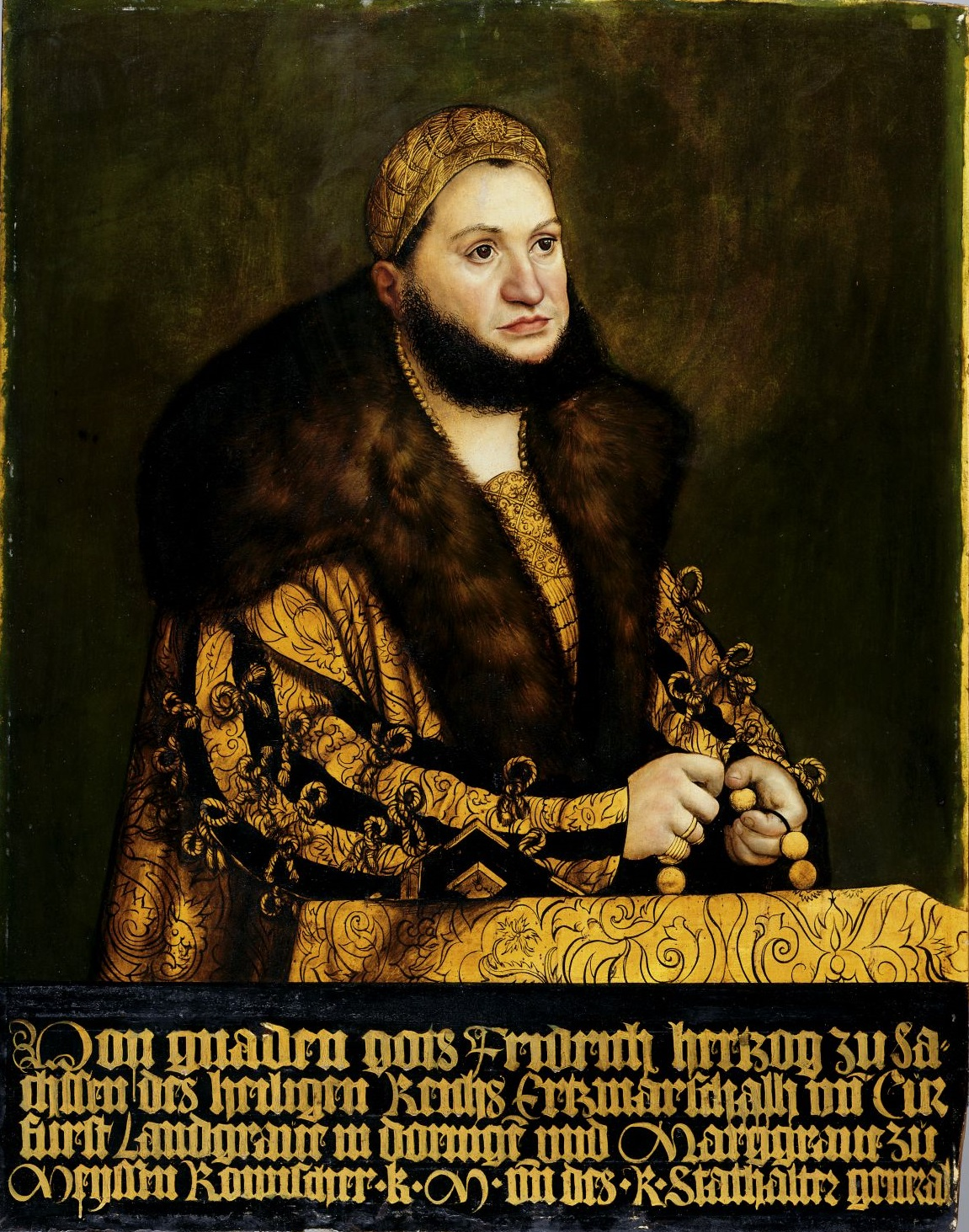
Lucas Cranach l'Ancien, L'électeur de Saxe Frédéric III et Luther, en adoration devant la Crucifixion, gravure sur bois.
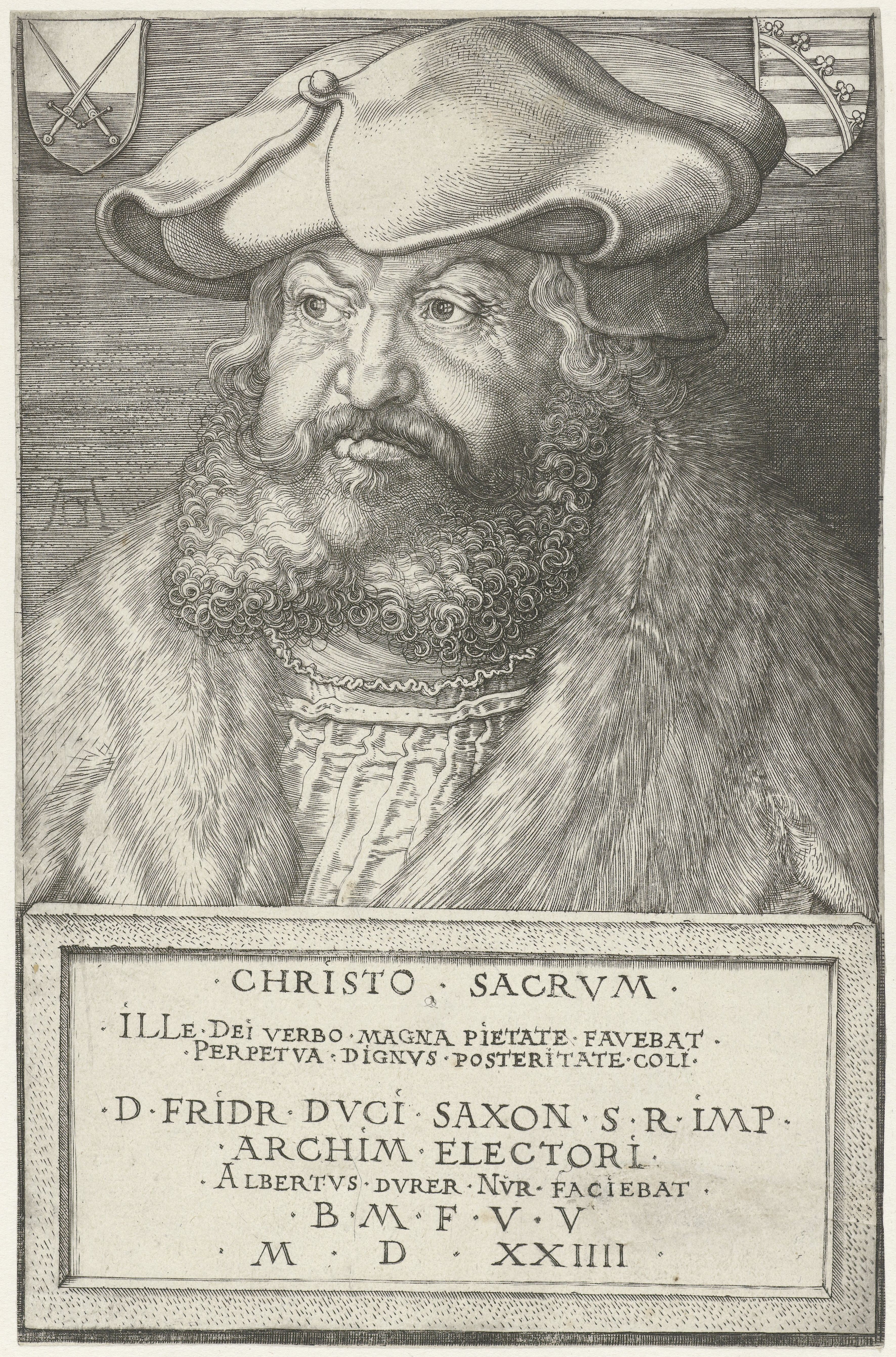
Frédéric III le Sage, d'après une gravure d'Albrecht Dürer (1524).
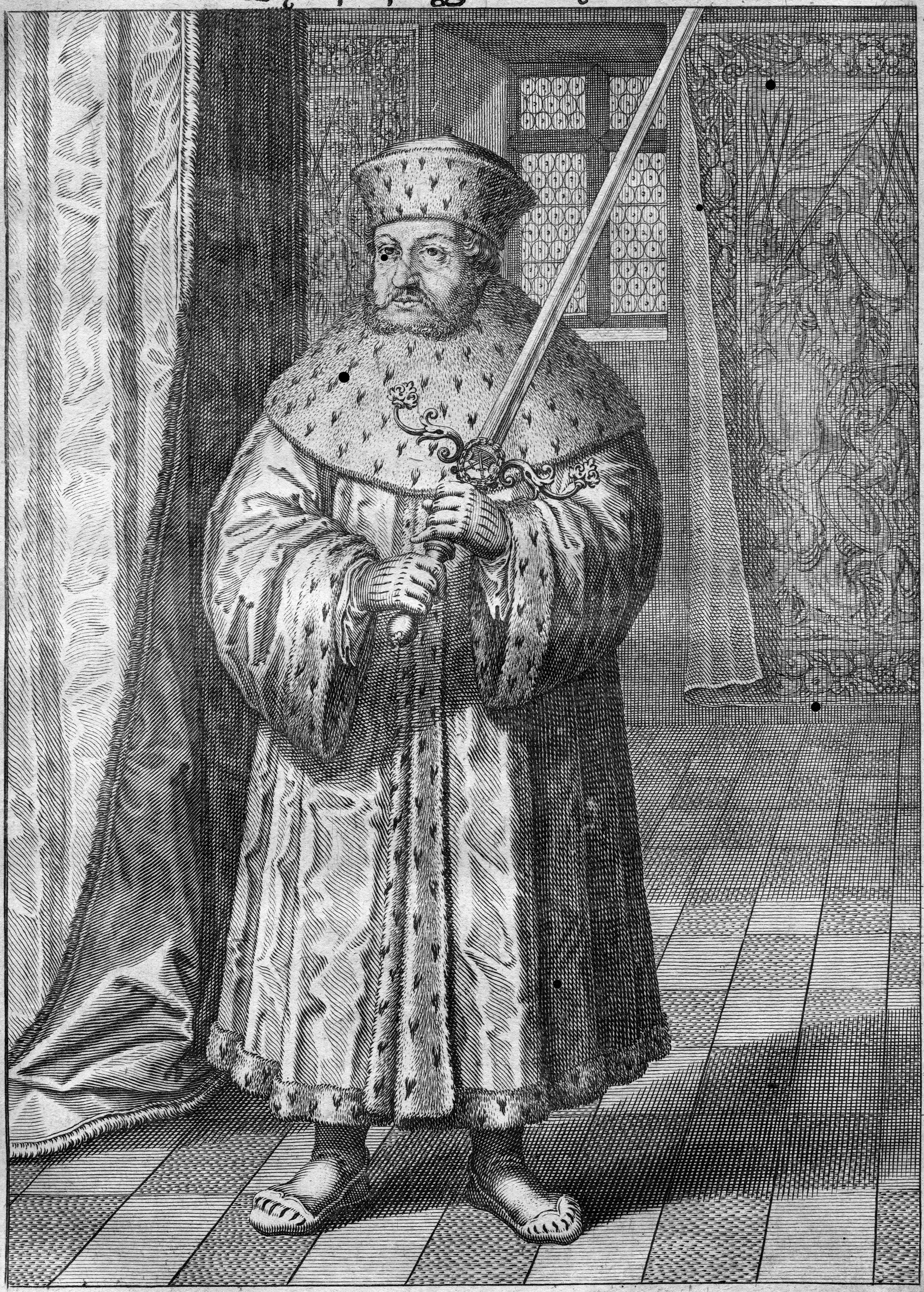
Frédéric III de Saxe.
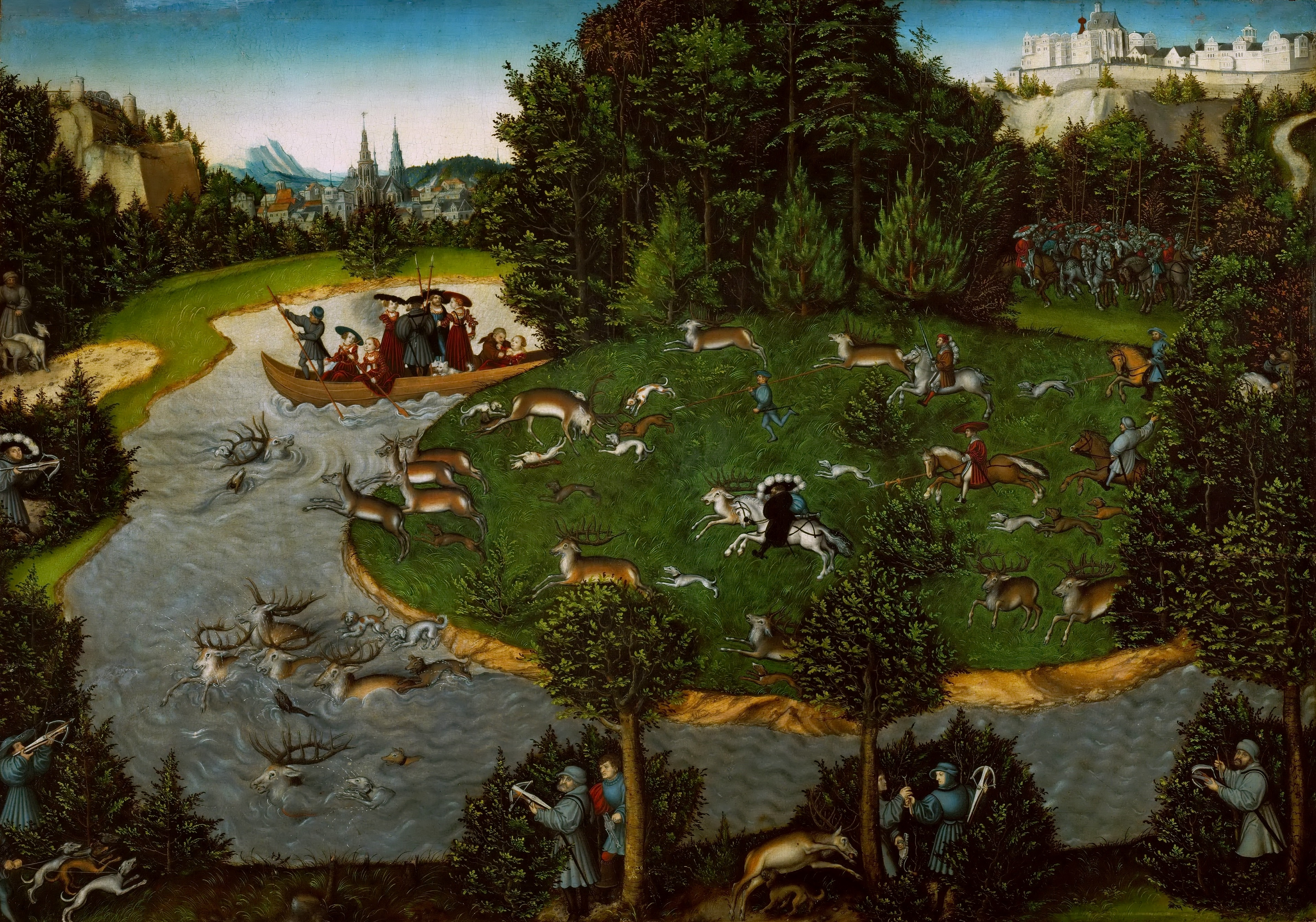
Chasse au cerf de l'électeur Frédéric le Sage, par Lucas Cranach l'Ancien (1529).

- 1524 : Albrecht Dürer, Portrait de Frédéric III de Saxe, gravure au burin, monogrammée et datée.